# Раймунд Фугер
Раймунд Фугер (на немски: Raimund Fugger; * 24 октомври 1489, Аугсбург; † 3 декември 1535, Микхаузен, Швабия, Бавария) е имперски граф на Фугер от линията „Лилията“ (фон дер Лилие), граф и господар на Кирхберг-Вайсенхорн, търговец и банкер.

## Биография
Той е вторият син на банкера Георг Фугер (1453 – 1506) и съпругата му Регина Имхоф (1465/1468 – 1526), дъщеря на Петер Имхоф († сл. 1503) и Регина Валтер (1444 – 1514). Внук е на Якоб Фугер Стари (1398 – 1469) и Барбара Безингер (1419 – 1497). Брат е на Маркус (Маркс) Фугер (1488 – 1511), каноник в Аугсбург, Регенсбург, и Антон Фугер (1493 – 1560), граф фон Кирхберг-Вайсенхорн.
След смъртта на баща му през 1506 г. за образованието на Раймунд се грижи Якоб Фугер (1459 – 1525). От есента на 1509 до 1510 г. Раймунд представя чичо си финансово-политически в дворцовия лагер на император Максимилиан.
От 1513 до 1535 г. Раймунд ръководи фирмата в Аугсбург. През 1525 г. той поема търговската империя на Фугер от бездетния му чичо, Якоб Фугер „Богатия“, заедно с брат си Антон Фугер и братовчед му Хиеронимус Фугер. От 1526 г. той е имперски концилор. Ок. 29 август 1535 г. във Виена той става граф на Кирхберг и Вайсенхорн. Раймунд и Хиеронимус признават Антон за шеф на фамилията. През 1534 г. Раймунд, заедно с брат му Антон, имат право да секат монети и от 1541 г. да управляват юридически страната си.
Раймунд събира скулптури и древни монети. Той произвежда също монети със своя образ. През 1528 г. купува господствата Микхаузен и Мюнстер от господарите фон Фрайберг.
Умира от мозъчен удар на 3 декември 1535 г. в Микхаузен, Швабия, Бавария, на 46 години. Погребан е в църквата Св. Анна в Аугсбург.

## Фамилия
Раймунд Фугер се жени на 16 януари 1513 г. в Краков за Катарина Турцо де Бетленфалва (* сл.1488, Краков; † 31 януари 1535, Аугсбург), дъщеря на Ян II Турцо де Бетленфалва, барон на Бетленфалва (1437 – 1508) и втората му съпруга Барбара (Мария Магдалена) Бек († 1533). Те имат тринадесет деца:
- Регина Фугер, (* 8 декември 1513)
- Якоб Фугер (* 20 септември 1515; † 10 декември 1516)
- Йохан Якоб Фугер фон Кирхберг и Вайсенхорн (* 23 декември 1516; † 14 юли 1575, Мюнхен), фрайхер на Кирхберг и Вайсенхорн, женен I. на 21 юни 1540 г. за Урсула фон Харах (* 1522; † 18 септември 1554), II. на 5 март 1560 г. в Аугсбург за Сидония де Колаус-Вацлер († 19 август 1573)
- Георг Фугер фон Кирхберг и Вайсенхорн (* 1 януари 1518; † 25 август 1569), фрайхер на Кирхберг и Вайсенхорн, женен на 28 септември 1542 г. в Триент за графиня Урсула фон Лихтенщайн († 12 декември 1573)
- Регина Фугер (* 15 февруари 1519; † 16 септември 1550, Лихтентхал при Баден-Баден), омъжена на 17 юли 1538 г. за фрайхер Йохан Якоб фон Мьоршперг-Бефорт (* 1520; † сл. 18 януари 1588)
- Кристоф Фугер (* 4 февруари 1520; † 3 април 1579), фрайхер на Кирхберг и Вайсенхорн
- Сибила Фугер (* 26 май 1522; † 5 декември 1551), омъжена I. на 8 декември 1539 г. в Шмихен за Вилхелм фон Куенринг (* 8 май 1505; † 6 октомври 1541), II. на 2 ноември 1542 г. във Виена за Вилхелм II фон Пуеххайм († 20 януари 1547)

- Вероника Фугер (* 4 март 1524; † 7 февруари 1558, Брунек), омъжена за фрайхер Даниел Феликс фон Шпаур († 1567)
- Сузана Фугер (* 25 март 1525; † 22 септември 1535)
- Улрих Фугер (* 20 април 1526; †. 25 юни 1584, Хайделберг), фрайхер на Кирхберг и Вайсенхорн,
- Барбара Фугер (* 23 юли 1527; † 12 декември 1573), омъжена за фрайхер Фердинанд Колона фон Фьолс († 1558)
- Раймунд Фугер (* ок. 1528/1529; † 6 май 1569, Кирхберг), фрайхер на Кирхберг и Вайсенхорн
- Урсула Фугер (* 21 април 1530; † 7 септември 1570, Ортенбург), омъжена на 19 май 1549 г. в Микхаузен за имперски граф Йоахим I фон Ортенбург (* 6 септември 1530; † 19 март 1600)